# حسني كوبوا

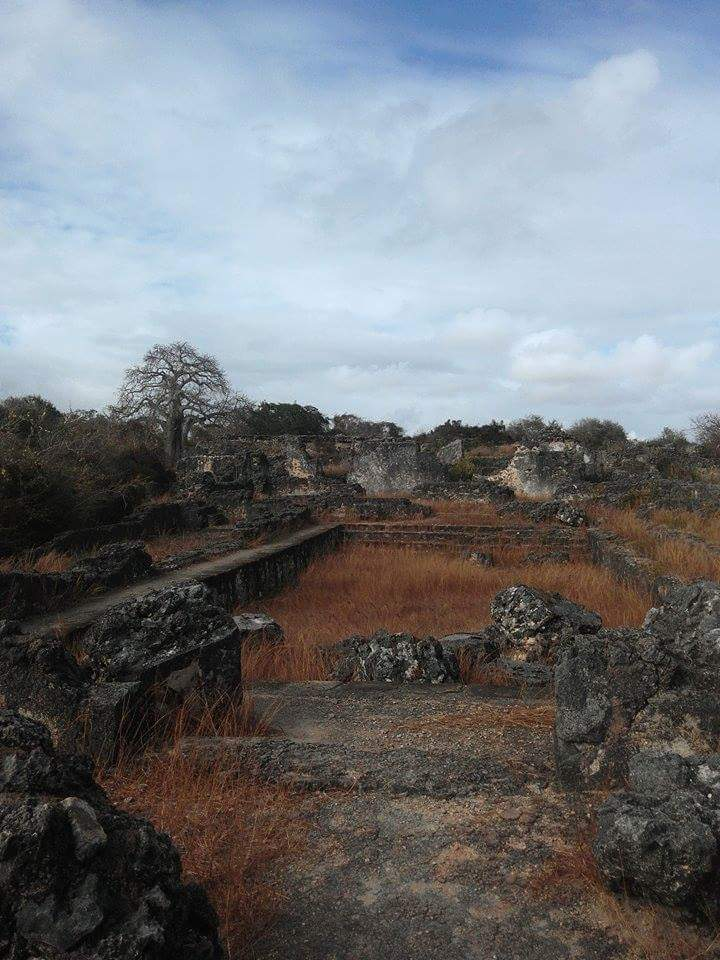
جانبٌ من أطلال قصر حُسُني كوبْوَا الكبير في مدينة كيلوا.

حُسُنِي كُوبْوَا (باللاتينية: Husuni Kubwa) هي أطلالُ قصرٍ ملكيّ قديم بناه الحُكَّام الأفارقة للإقليم السواحليّ في مدينة كيلوا التابعة حالياً لدولة تنزانيا. بُنِيَ القصر في كيلوا (التي كانت واحدةً من أغنى المدن السواحليّة آنذاك) خلال القرن الخامس عشر الميلادي، حيث كانت المدينة في ذروة ثرائها ورخائها الاقتصادي بذلك الحين، وأرادَ حاكُمها السّلطان الحسن بن سليمان أن يُشيِّد لنفسه منزلاً عظيماً. المادَّة الأساسية التي بُنِيَ منها القصر هي أكوام من المرجان الذي كان يُستَخرجُ كثيراً من شواطئ المدن الأفريقية. كانت مساحة قصر حُسُني كوبْوَا هائلةً جداً، فقد كان يتألَّفُ من حوالي مائة غُرفة خاصة يُقيم فيها السلطان وعائلته وحاشيته، كما أُلحقَت به بركة سباحة خاصَّة بالسلطان، وقاعة كبيرةٌ لأداء العُروض والاحتفالات، وساحةٌ هائلةٌ تُحِيط بها غرفٌ كثيرة كان يُقيم بها التجار الذين يزُورون السلطان لمُبادلة بضائعهم معه. ورُغْم الجهد الهائل المبذول في بناء القصر، ولكن عُلماء الآثار يظنّون أنه لم يَكُن مسكوناً سوى لسنواتٍ معدودة، ومُنذ ذلك الحين هجره السلطان - قبل اكتمال بنائه من الأساس - ولم يُقِم فيه أحدٌ بعده، بل وقد هُجِرَت مدينته (كيلوا) بالكامل مُنْذ سنة 1843 عندما نُفيَ سلطانها السَّابقُ إلى مسقط. وفي الوقت الحاضر لحقَ الدَّمارُ بمُعظَم ما تبقَّى من القصر الكبير، حيث إنَّ موقعه ليس فيه سوى ركامٌ من الأحجار وبعض الجُدْرَان المُدمَّرة التي كانت تفصلُ بين غرفه وقاعاته في الماضي. ويُعتَبر قصر حُسُني كوبوا الآن موقعاً سياحياً في تنزانيا.